# Statues-menhirs de la Gruasse
Les statues-menhirs de La Gruasse sont un groupe de deux statues-menhirs appartenant au groupe rouergat découvertes à La Salvetat-sur-Agout, dans le département de l'Hérault en France.

## Statue n°1
La statue a été découverte en 1989 lors de travaux agricoles et identifiée la même année par Gérad Marcoul et Gabriel Rodriguez. La statue est constituée d'un bloc de gneiss granitoïde d'origine locale de 2,22 m de hauteur sur 0,98 m de largeur et 0,47 m d'épaisseur. Il s'agit probablement d'une statue inachevée, le bloc de pierre n'étant qu'en partie dégrossi. Le bord gauche est en forme d'arc de cercle tandis que le bord droit est vertical. Seule une face est décorée. Le visage est manquant en dehors de la base de l'arrondi représentée par une ligne concave qui surmonte un collier à trois rangs. Le baudrier, traversant de part en part la statue depuis l'épaulement du bord droit jusqu'au bord gauche, supporte l'« objet ». Le personnage porte une ceinture à boucle rectangulaire.

## Statue n°2
La statue a été découverte lors de travaux agricoles en 1999 par René Barthès dans un champ sur un replat dominant la vallée de l'Agout. La statue a été gravée dans une dalle de gneiss d'origine locale. Elle mesure 1,16 m de hauteur pour une largeur maximale de 0,53 m et une épaisseur de 0,20 m.  La statue est complète mais très usée sur sa face postérieure. À l'origine, c'est une statue masculine. Le visage est incomplet (yeux mais pas de nez), elle comporte les bras, les mains, deux jambes collées assez courtes et les pieds. Le personnage porte un baudrier avec « l'objet » et une ceinture avec une très grande boucle. Dans une seconde phase, tout le décor antérieur a été recouvert par des curvilignes représentant les plis d'un vêtement.